# Draft de la NFL

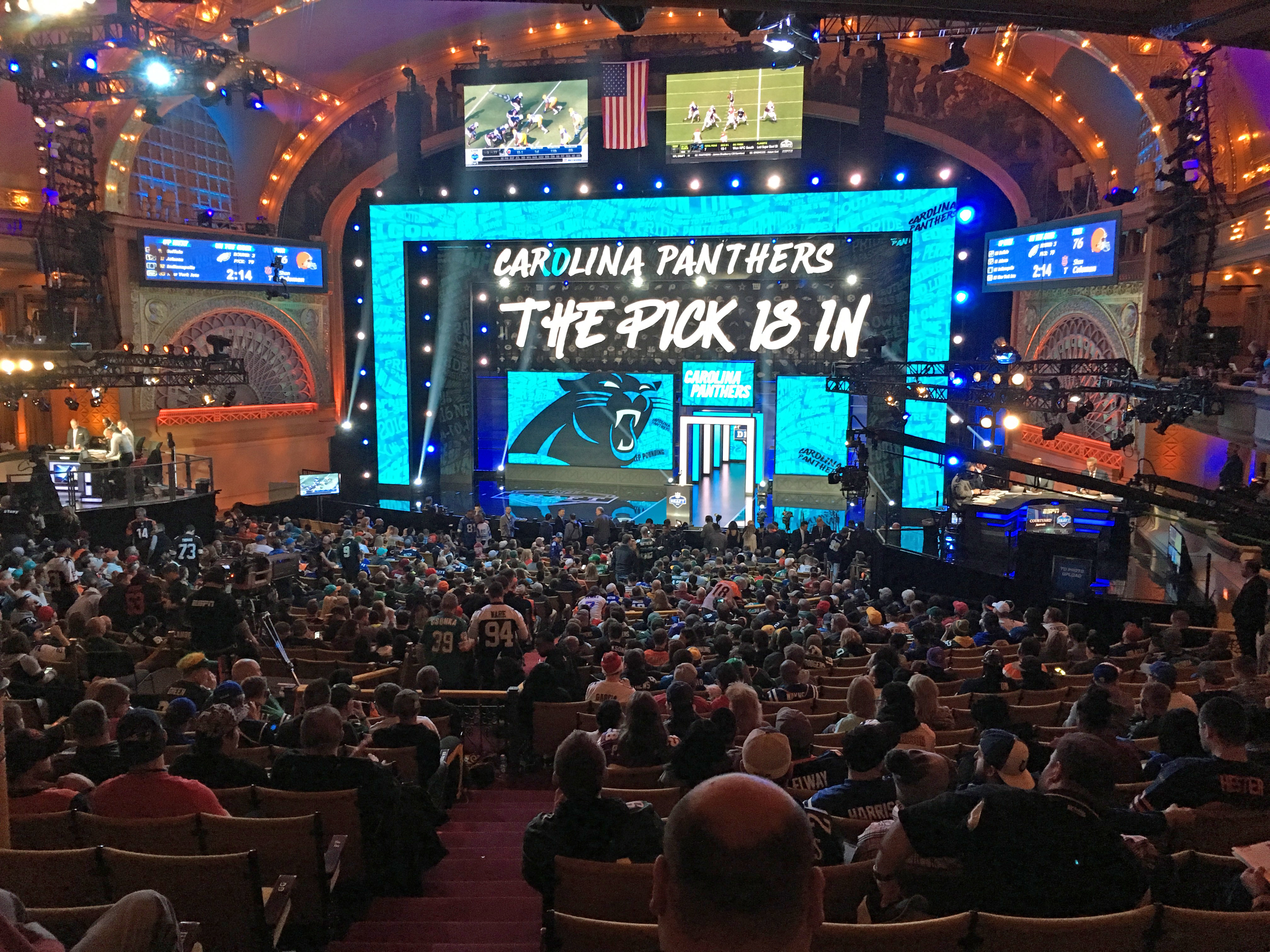
Imagen del Draft de la NFL en 2016, en la Ciudad de Chicago, Illinois.

El Draft de la NFL (del inglés: NFL Draft), oficialmente llamado Reunión Anual de Selección de Jugadores de la NFL (del inglés: NFL Annual Player Selection Meeting) es un sorteo anual en el cual los equipos de la National Football League (NFL) toman turnos para escoger jugadores universitarios graduados u otros que sean elegibles por primera vez.
Es la fuente más común de reclutamiento de jugadores en la NFL. El diseño básico del proyecto es que a cada equipo se le asigna una posición inversa en el orden del draft, esta posición es determinada por las posiciones finales de cada temporada, donde el último lugar de toda la NFL se posiciona en primer lugar del draft. Cuando es asignada cada posición, un equipo puede seleccionar a un jugador o negociar su posición a otro equipo para otras posiciones, un jugador, o jugadores, o cualquier combinación de los mismos. Después de cada equipo ha utilizado su posición en el orden del draft, ya sea por el intercambio o la selección de un jugador, una ronda se considera completa. Ciertos aspectos del proyecto, incluyendo la posición del equipo y el número de rondas en el draft, han visto muchas revisiones desde su creación por primera vez en 1936, pero la metodología fundamental sigue siendo la misma. La razón original de la creación del draft es aumentar la paridad competitiva entre los equipos, ya que se asume que el peor equipo elige al mejor jugador disponible.
En los primeros años del draft, los jugadores fueron escogidos sobre la base de rumores, prensa escrita, o cualquier otra prueba rudimentaria de la capacidad de los jugadores. En la década de 1940, algunas franquicias comenzaron a emplear a tiempo completo scouts. El éxito posterior de sus equipos correspondientes, también forzó a las otras franquicias de contratar a otros scouts.
Coloquialmente, el nombre del draft de cada año toma el nombre de temporada de la NFL en la que los jugadores seleccionados podría comenzar a jugar. Por ejemplo, el Draft de la NFL de 20xx fue para la Temporada 20xx de la NFL. Sin embargo, el nombre definido del proceso dado por la NFL ha cambiado desde su creación. 
La ubicación del draft ha cambiado a lo largo de los años para dar cabida a más aficionados, ya que el evento ha ganado popularidad. La popularidad del draft en los Estados Unidos ahora le ha ganado la cobertura de televisión en horario estelar.
El draft siempre es presidido por el comisionado de la NFL, quien actualmente es Roger Goodell.